# Lygniodes
Lygniodes is een geslacht van vlinders van de familie spinneruilen (Erebidae), uit de onderfamilie Catocalinae.

## Soorten
- L. ciliata Moore, 1867
- L. endoleucus Guérin-Meneville, 1844
- L. hypoleuca Guenée, 1852
- L. hypopyrrha Strand, 1913
- L. morio Semper, 1900
- L. ochrifera Felder, 1874
- L. plateni Pagenstecher, 1890
- L. proutae Hulstaert, 1924
- L. schoenbergi Pagenstecher, 1890
- L. vampyrus Fabricius, 1794